# Rivetina baetica
Rivetina baetica är en bönsyrseart som beskrevs av Jules Pièrre Rambur 1839. Rivetina baetica ingår i släktet Rivetina och familjen Mantidae.

## Underarter
Arten delas in i följande underarter:
- R. b. balcanica
- R. b. tenuidentata
- R. b. baetica

## Bildgalleri

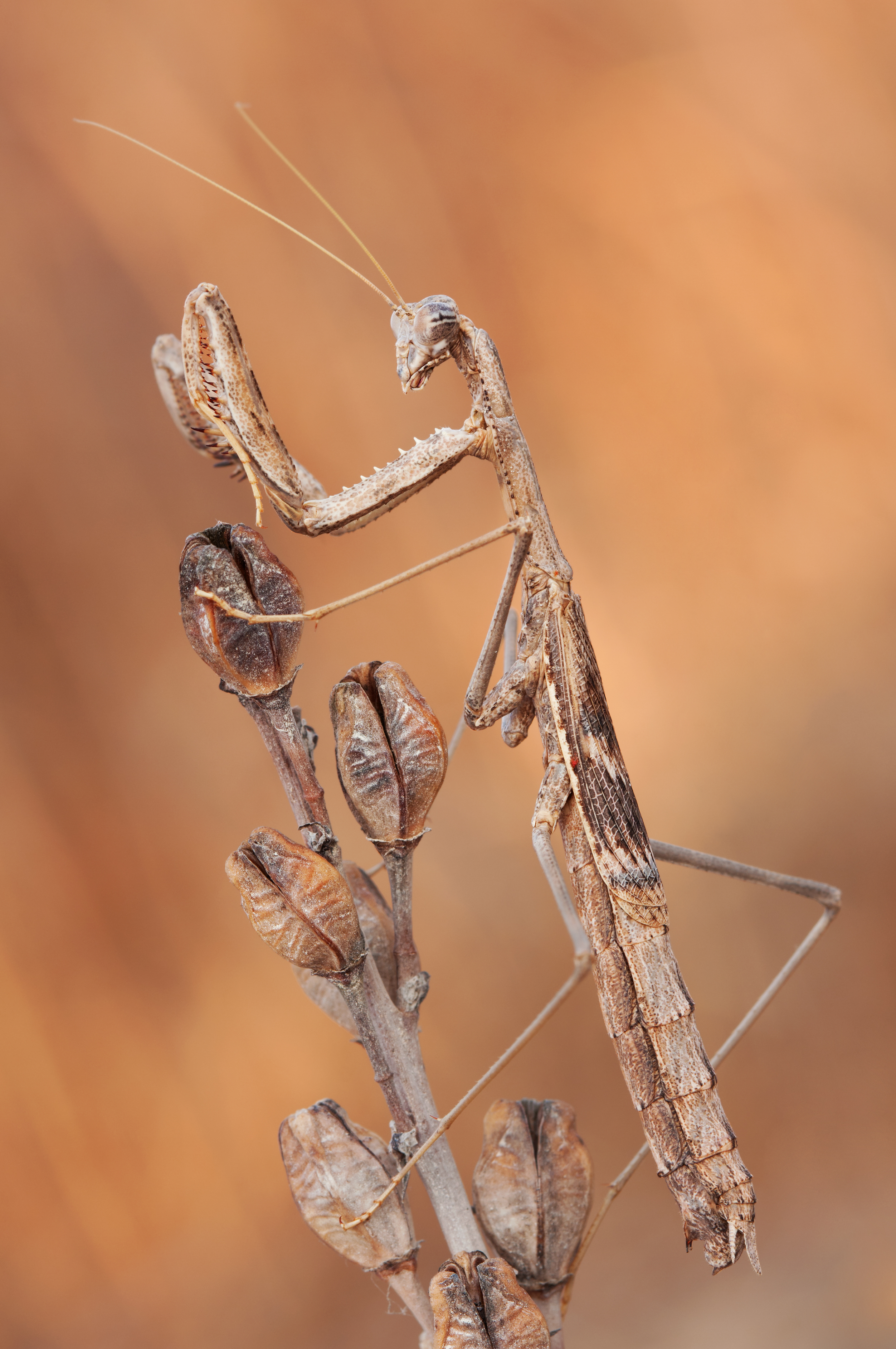